# 高浪の池

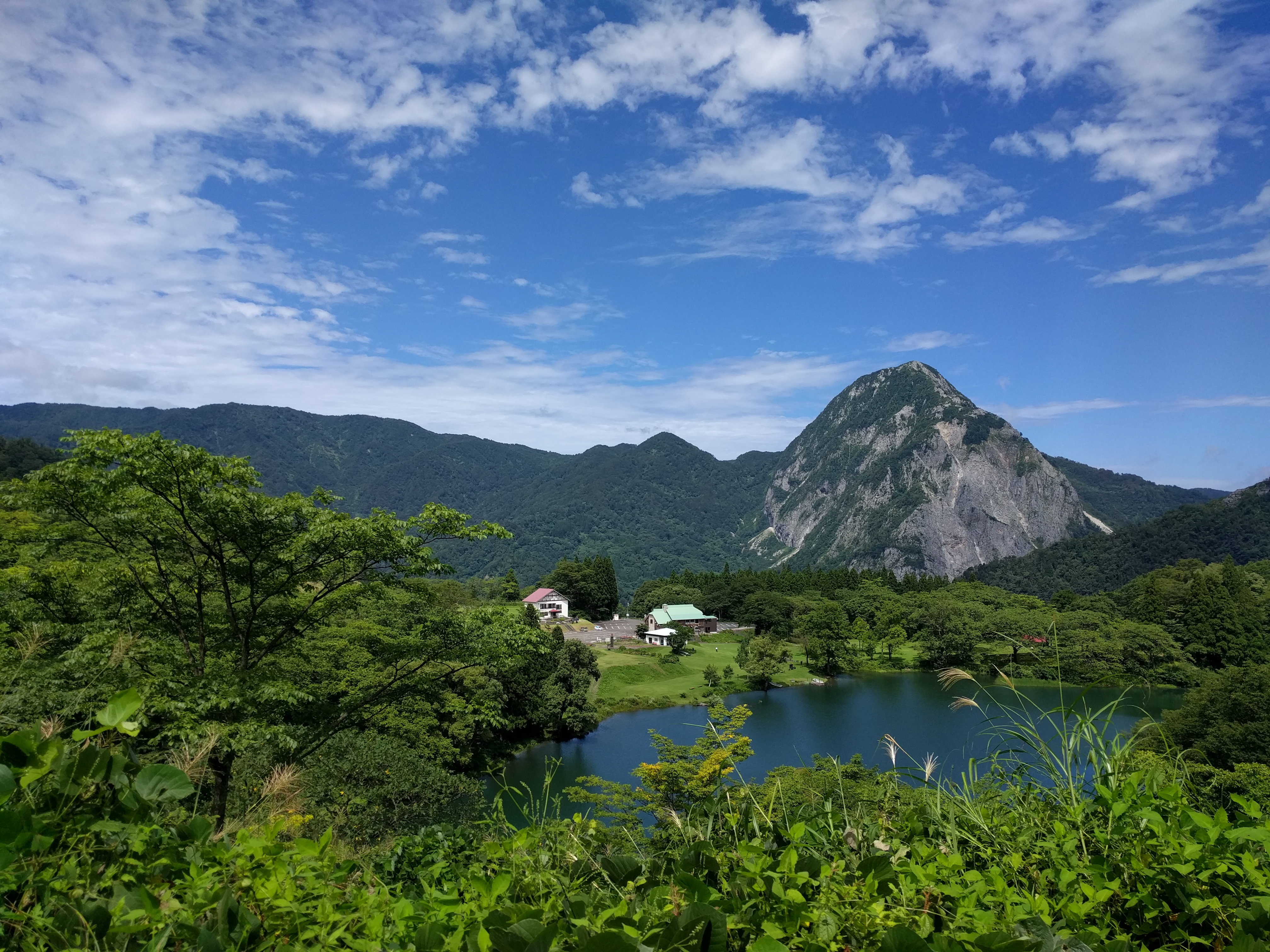
夏の展望台から見た高浪の池

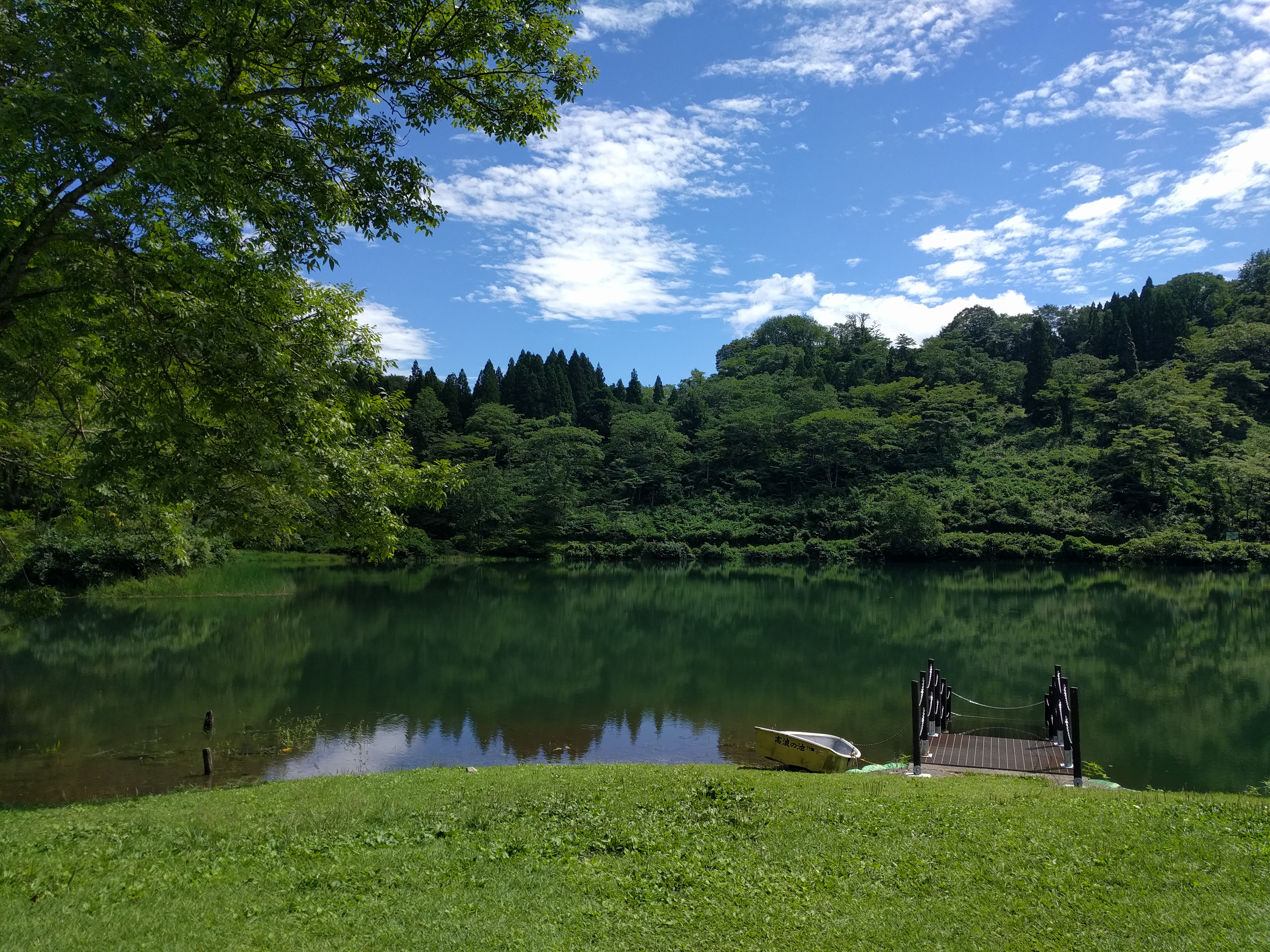
正面から見た高浪の池

高浪の池（たかなみのいけ）は、新潟県糸魚川市大字小滝にある池。
標高540メートルの白馬山麓国民休養地内にあり、深さ13 m。
池畔には、高原交流センター（食堂、大広間）、売店、キャンプ場、グラウンドゴルフ場などが整備されている。
池では体長4メートルほどの巨大魚の目撃情報が相次ぎ、地元では「浪太郎（なみたろう）」、「翠（みどり）」の愛称で親しまれており、池畔には巨大魚をかたどったモニュメントがある。